# Nguyễn Sĩ
Nguyễn Sĩ (?-?), là một võ tướng trong phong trào Cần Vương ở Nghệ An, Việt Nam.
Thân thế & sự nghiệp của ông đã được nhà chí sĩ Phan Bội Châu giới thiệu trong sách Việt Nam vong quốc sử như sau:
Nguyễn Sĩ người Nghệ An. Xưa vốn là kẻ trộm cướp, không gia đình, thường đem theo đoản đao tùy thân. Nghe nói đến người Pháp lập tức giận trợn mắt, nghiến răng, đầu tóc dựng ngược, quyết thề chém giết bọn giặc ấy mới nghe. Theo Nghĩa đảng (trong phong trào Cần Vương) làm lãnh binh, trải trăm trận đánh, gặp thấy người Pháp chưa bao giờ tránh cả. Ông khéo an ủi sĩ tốt, ân ái chu đáo đối với mọi người. Bao nhiêu tiền bạc súy phủ thưởng cho đều liền chia hết cho thủ hạ, ông không lấy một đồng nào.
Than ôi! Không ham tiền, không sợ chết, gồm đủ cả hai, được như thể anh trộm này, ta đây phải thắp hương cúi đầu mà khấn chúc rằng: "Ta nghìn lạy anh, ta trăm lạy anh!"
(Nguyễn) Sĩ chết. Người Pháp đào mộ lên. Ông xuất thân rất hèn, nhưng là một chiến tướng nổi danh trong Nghĩa đảng. Sau khi (Nguyễn) Sĩ chết, Nghệ An không có người như thế nữa.
Ngoài đoạn văn ngắn ngủi trên, hiện chưa có thêm thông tin. 